# سيسيل تي باترسون
سيسيل تي باترسون (بالإنجليزية: Cecil T. Patterson)‏ هو لاعب كاراتيه أمريكي، ولد في 22 يونيو 1930 في سيفيرفيل في الولايات المتحدة، وتوفي في 27 أكتوبر 2002.